# Alluvioni del fiume Arno
Le alluvioni del fiume Arno furono una lunga serie di piene, molte delle quali hanno causato gravi inondazioni delle campagne e delle zone urbane attraversate, in particolare nelle maggiori Firenze, Pisa e Pontedera. Molte alluvioni ricordate nelle varie cronache storiche hanno causato ingenti danni a tutti i centri attraversati dal fiume.

## Fonti e classificazione
Ferdinando Morozzi, nel 1762, pubblicò Dello stato antico e moderno del fiume Arno, probabilmente la trattazione più complete delle inondazioni e piene dell'Arno. Dal 1177, data della più antica inondazione ricordata dalle fonti, alla data dela pubblicazione registrò 54 piene (una nel secolo XII, cinque nel XIII, nove nel XIV, sei nel XV, dieci nel XVI, quattordici nel XVII e nove nel XVIII), integrate per gli anni a seguire dagli studi di Giovanni Cavina con un'altra nel Settecento (1780), quattro nell'Ottocento e una nel Novecento, l'ultima. Sul totale quindi di sessanta inondazioni, con particolare riferimento a Firenze, ne vengono evidenziate due "grandi" (1177 e 1589) e otto straordinarie (1269, 1333, 1547, 1557, 1740, 1758, 1844 e 1966), per livello raggiunto dalle acque e danni causati. Di tutte queste, la più catastrofica in assoluto fu quella del 1966, dove le acque raggiunsero ovunque livelli mai registrati nei secoli precedenti.

## Alluvioni di Firenze
Firenze è la prima grande città attraversata dal fiume Arno e, nel corso della sua storia, è stata a più riprese invasa dalla sue acque con danni spesso catastrofici. Si dà qui conto delle dieci inondazioni classificate come "grandi" e "straordinarie".

### Alluvione dell'autunno del 1177
Citata da cronisti antichi quali Ricordano Malispini, Giovanni Villani (che non ne indicarono la data), Marchionne di Coppo Stefani (che la lega al 28 ottobre) e Simone della Tosa (che parla invece del 4 novembre), l'alluvione del 1177 è la più antica documentata per la città di Firenze. Viene ricordata perché la forza del fiume trascinò via il ponte Vecchio, allora l'unico della città, il quale venne poi ricostruito leggermente più a valle, nella posizione odierna.

### Alluvione del 1º ottobre 1269
Il Malispini narrò come nella notte del primo ottobre di quell'anno si riversò una tale quantità d'acqua nell'Arno che, con la sua furia, travolse i ponti dei Frescobaldi e alla Carraia, mentre resistettero il ponte Vecchio e il ponte di Rubaconte. Il legname trascinato dal fiume creò una specie di barriera in più punti con conseguente esondazione delle acque, che distrussero molte case e uccisero molte persone.

### Alluvione del 4 novembre 1333

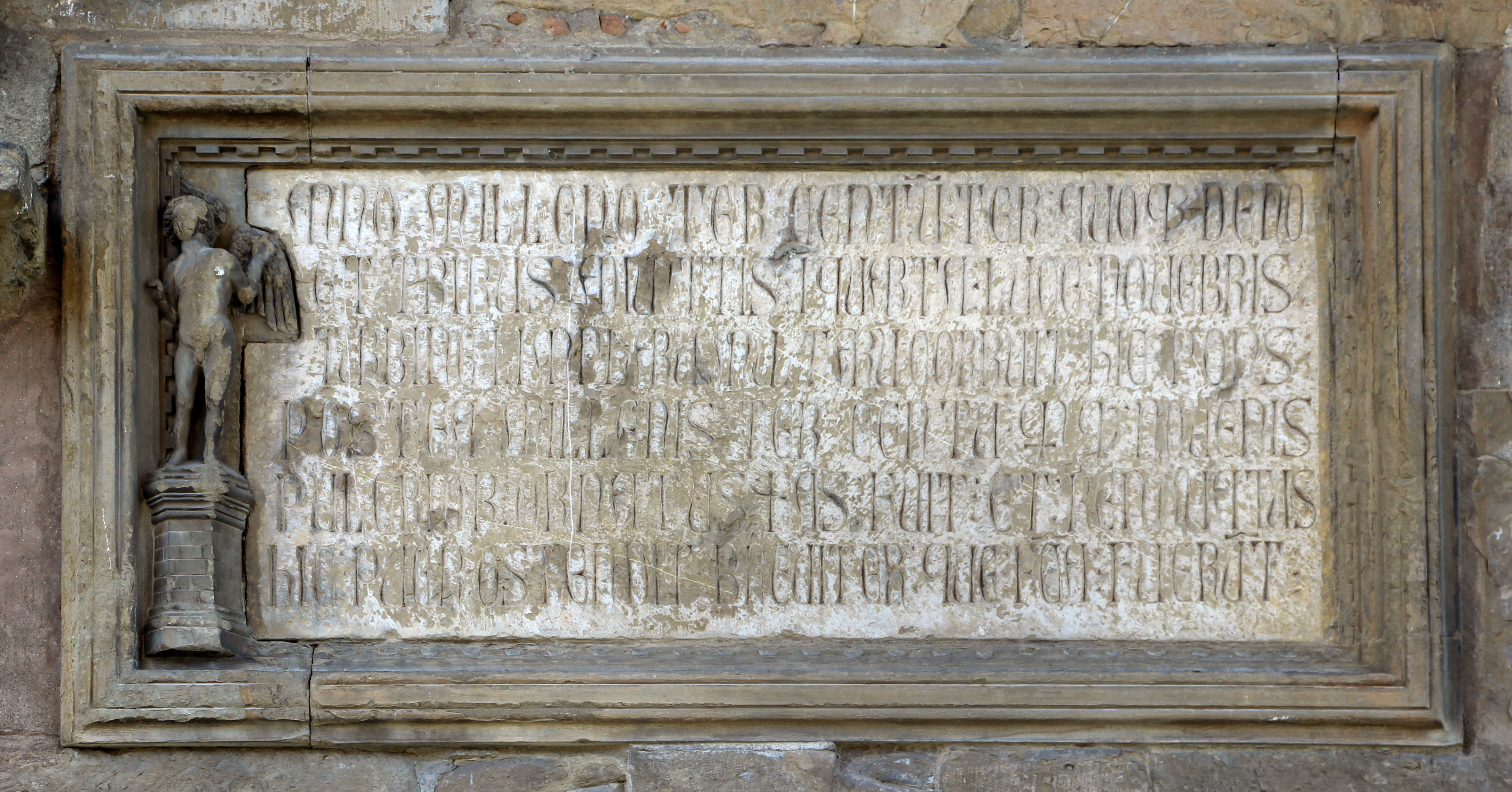
Lapide latina sul Ponte vecchio relativa al crollo del 1333 e successiva ricostruzione

L'alluvione dell'anno 1333 è considerata la più catastrofica ad aver colpito la città fiorentina, facendo ben più vittime di quella del 1966, anche se le acque raggiunsero un livello inferiore che in quest'ultima. L'assenza di protezioni provocò ingenti danni, facendo ad esempio crollare tutti i ponti cittadini, tranne il ponte di Rubaconte. Il Ponte Vecchio, ricostruito 12 anni più tardi, è l'unico a conservarne memoria in una targa in volgare, oggi quasi completamente consunta.
In quell'occasione andò perduta la statua di Marte citata da Dante, fatto letto come presagio di sciagure.

### Alluvione del 13 agosto 1547

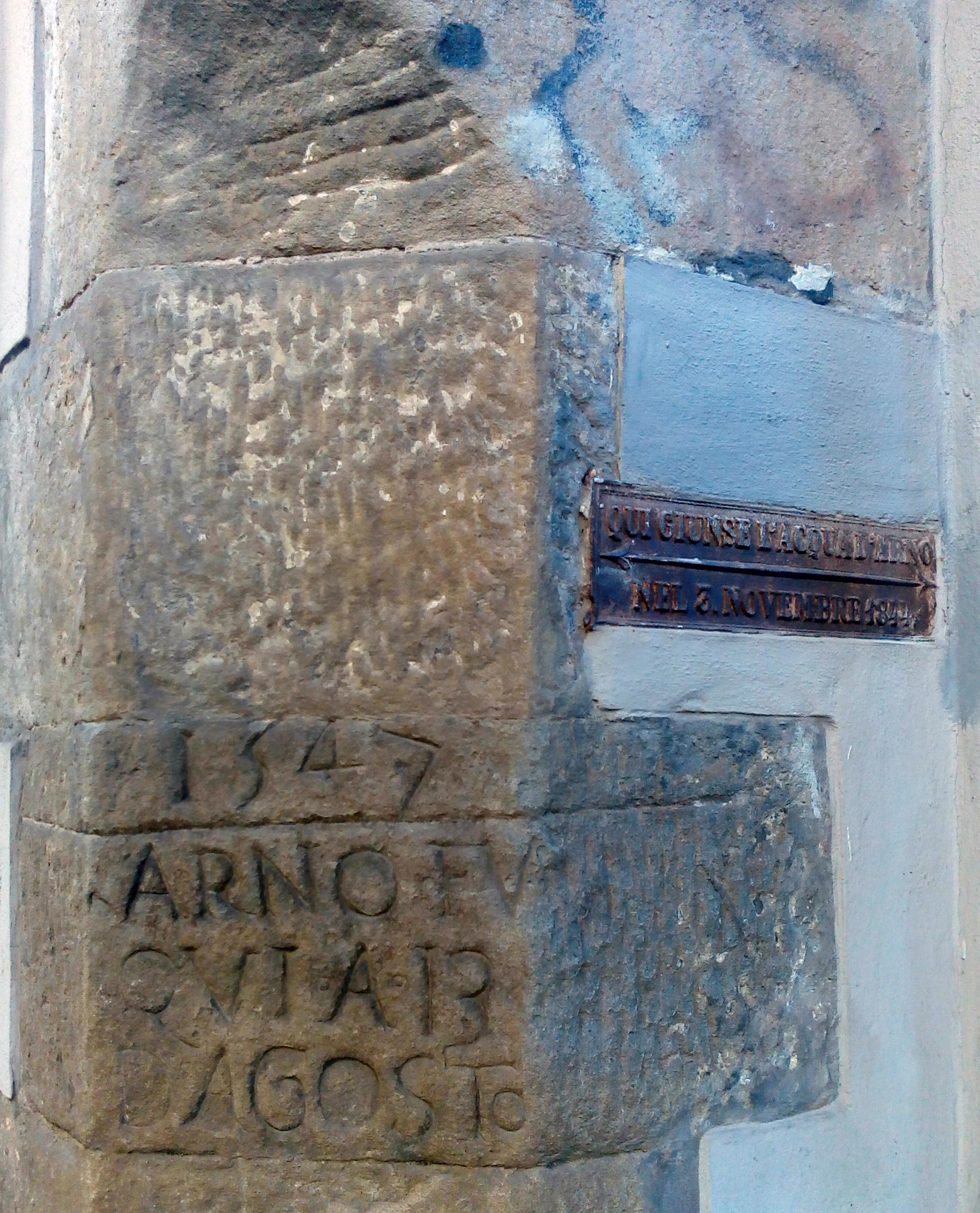
Pietra angolare con inciso il livello dell'Arno raggiunto il 13 agosto 1547 (a sinistra) e il 3 novembre 1844 (targa metallica a destra). Via delle Casine, Firenze.

L'alluvione del 13 agosto 1547 fu descritta Bernardo Segni, Scipione Ammirato e Giovanni Battista Adriani. Iniziò a piovere fortissimo la sera precedente, interessando tutta la zona del Mugello, tanto che la prima ad esondare fu la Sieve, distruggendo il ponte di Pontassieve e il vicino convento dei Francescani. Arrivata la piena in Arno, alle porte di Firenze esondò e l'acqua raggiunse quasi i sei metri nella zona di San Salvi. In città crollò la spalletta tra i ponti Vecchio e alle Grazie, allagando tutto il quartiere di Santa Croce, la piazza del Grano, la piazza della Signoria, con gravi danni agli uffici doganali al piano terra di palazzo Vecchio; l'acqua invase inoltre i quartieri di Ognissanti e tutto l'Oltrarno, compreso San Niccolò. 
Adriani riportò più di cento morti, mentre Segni stimò i danni in trecentomila scudi, tra la città e il contado. Il Morozzi, attingendo anche a un inedito protocollo di ser Piero Amadore, ricordò altri cento morti nel Mugello, e sessanta corpi annegati ripescati sui greti.

### Alluvione del 13 settembre 1557

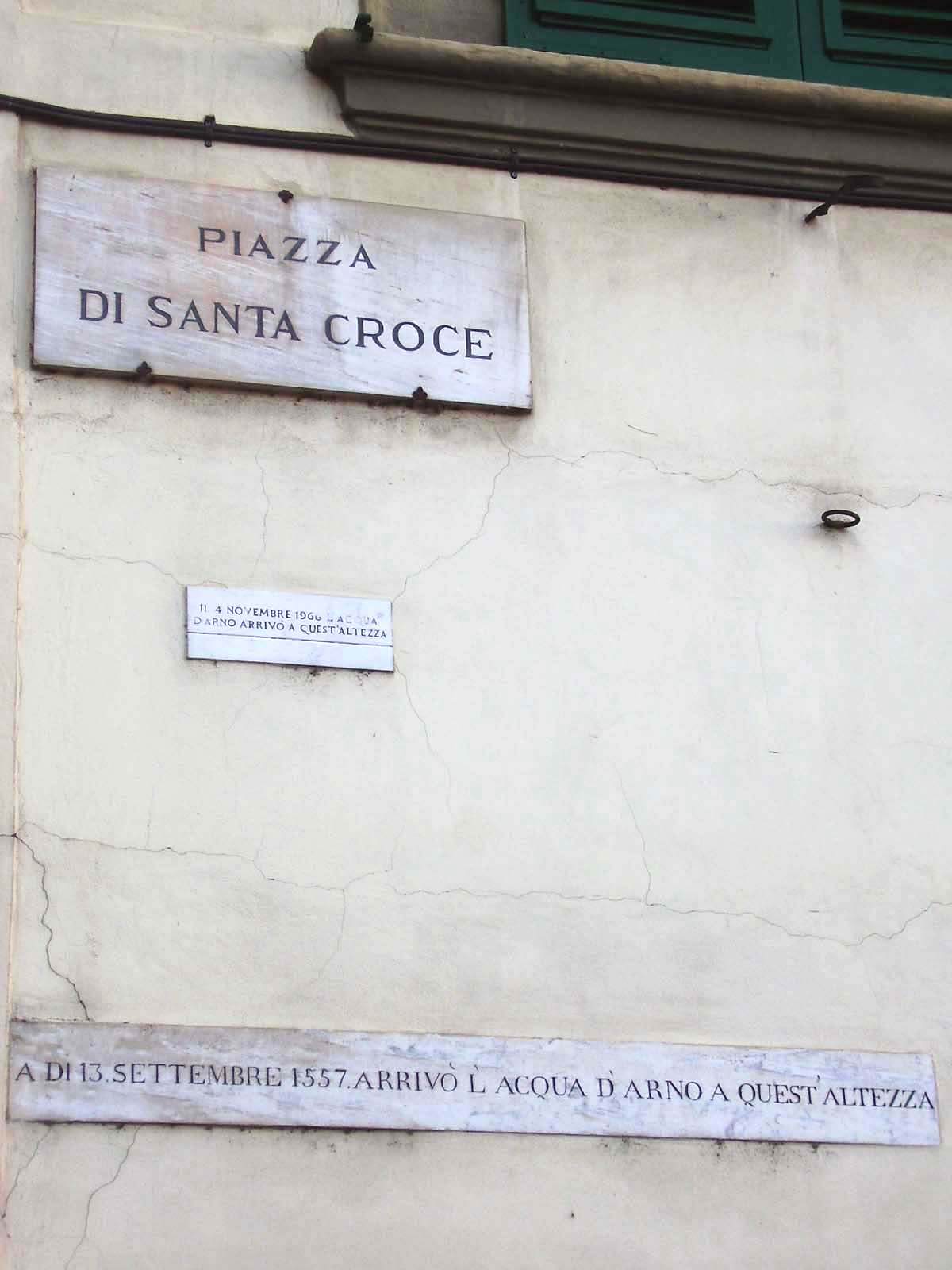
Livelli delle acque a confronto nel 1557 e nel 1966 sulla casa del Diluvio in piazza Santa Croce a Firenze.

L'alluvione del 13 settembre 1557 è ricordata come una delle più catastrofiche della storia della città toscana. La descrizione degli eventi più diretta e particolareggiata è quella di Giovanni Battista Adriani, storiografo ufficiale di Cosimo I de' Medici. Altre testimonianze si trovano nelle opere di Filippo Baldinucci, del Lasca, di Remigio Nannini, di Francesco Vinta. Una vivace descrizione di una Madonna fluttuante tra le acque fu fatta illustrare e annotata su una tavoletta dal chirurgo di Santa Maria Nuova Tommaso Greco. 
Per due giorni, quasi ininterrottamente, piovve nel Casentino, a Stia e a Pratovecchio, determinando una prima grave esondazione della Sieve nella piana del Mugello, che fece vittime e abbatté ponti, mulini, gualchiere e case. 
La piena arrivò a Firenze verso le tre della notte del 13 settembre, travolgendo il ponte Santa Trinita (verrà poi ricostruito dall'Ammannati) e due arcate del ponte alla Carraia; il ponte di Rubaconte fu gravemente danneggiato ma mantenne le arcate salde, mentre il ponte Vecchio, rinforzato dopo la piena di dieci anni prima, riportò solo danni minori. Come in passato la prima zona a venire travolta fu quella di Santa Croce, altimetricamente più bassa del resto della città. In particolare furono flagellate la zona delle attuali via de' Benci e via Verdi (dove in antico scorreva il fossato che costeggiava le mura del XII secolo), quest'ultima rinominata poi "via del Diluvio". Tra i simboli dell'inondazione ci fu la cosiddetta casa del Diluvio, dove l'acqua arrivò a oltre 6 braccia (3,62 metri). Nella basilica di Santa Croce molti affreschi trecenteschi furono lavati via e scialbati. Giorgio Vasari procedette poi alla ristrutturazione di quanto rimasto progettando grandi altari laterali in pietra di gusto controriformato. 
Il Monte Comune, collocato al pian terreno del palazzo del Podestà, venne gravemente danneggiato e il suo provveditore Filippo dell’Antella si accordò con i ministri della Parte Guelfa,  per il trasferimento della sede nei locali del palagio di Parte Guelfa, avvenuto il 24 ottobre dell'anno successivo.
L'allagamento delle cantine portò a una scarsità dei generi alimentari, che ivi venivano solitamente conservati, ma fu salvo il vino perché quell'anno non si era ancora fatta la vendemmia. 
Nel contado esondarono il Bisenzio, la Pesa, l'Elsa, la Greve; gravi furono i danni a Empoli e a Pisa.

### Alluvione del 30 ottobre 1589
Quella del 30 ottobre 1589 fu una piena grande, non disastrosa come quella del 1557, grazie al fatto che le onde di piena dell'Arno e della Sieve passarono sfasate, senza incontrarsi. Una viva descrizione dei fatti si ha in una lettera di Scipione Ammirato indirizzata il 15 novembre di quell'anno a don Virginio Orsini, duca di Bracciano.

### Alluvione del 3 dicembre 1740
L'alluvione di sabato 3 dicembre 1740 fu straordinaria per l'ampiezza delle zone allagate, più di quelle del 1547 e del 1758, ma meno di quelle del 1557. Ne fu testimone Giovanni Lami, che ne scrisse una relazione nel suo Odepòrico, e una relazione fu stesa da Simone di Bindo Peruzzi, ripreso dal Morozzi, e dal Ciullini. 
Oltre alla pioggia a dirotto nella giornata precedente, il vento scirocco aveva provocato una liquefazione della neve in montagna. L'Arno crebbe velocemente e straripò all'improvviso, a partire dal quartiere di San Niccolò, per poi propagarsi in Santa Croce, Sant'Ambrogio, San Piero, Santa Trinita, Ognissanti, il Carmine e la zona dei Camaldoli. L'onda di piena durò circa tre ore, e per rimuovere completamente il fango nei locali sotterranei necessitarono più di tre mesi. Tuttavia il livello normale della Sieve e del Mugnone evitariono danni più gravi.
Un segno dell'altezza delle acque raggiunte nel 1740, assieme ad altri segno di aluvioni, si trova poco leggibile presso le colonne del portale della chiesa di San Jacopo, in via Ghibellina.

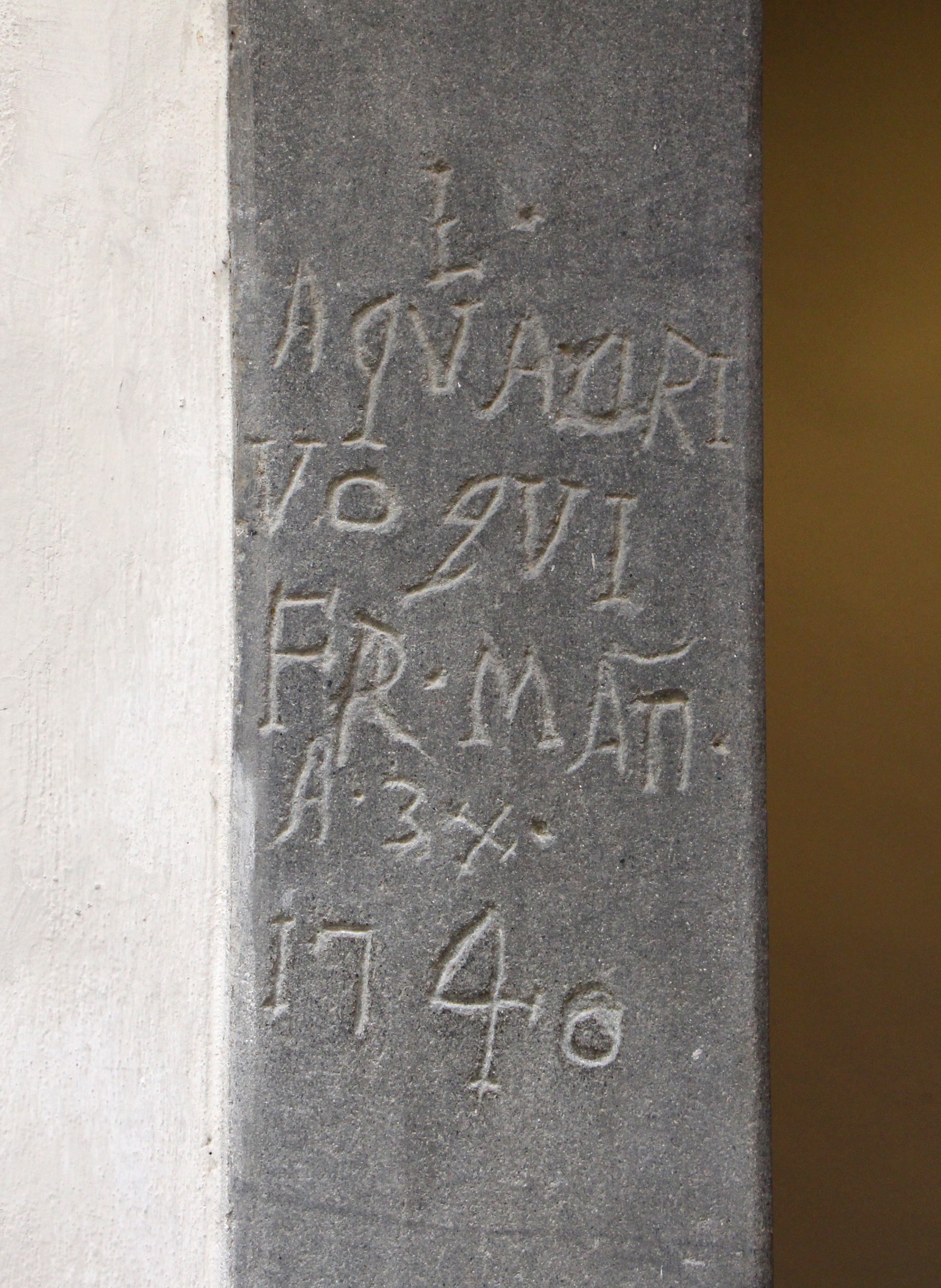
Iscrizione sull'alluvione del 1740, su una porta a Casa Buonarroti
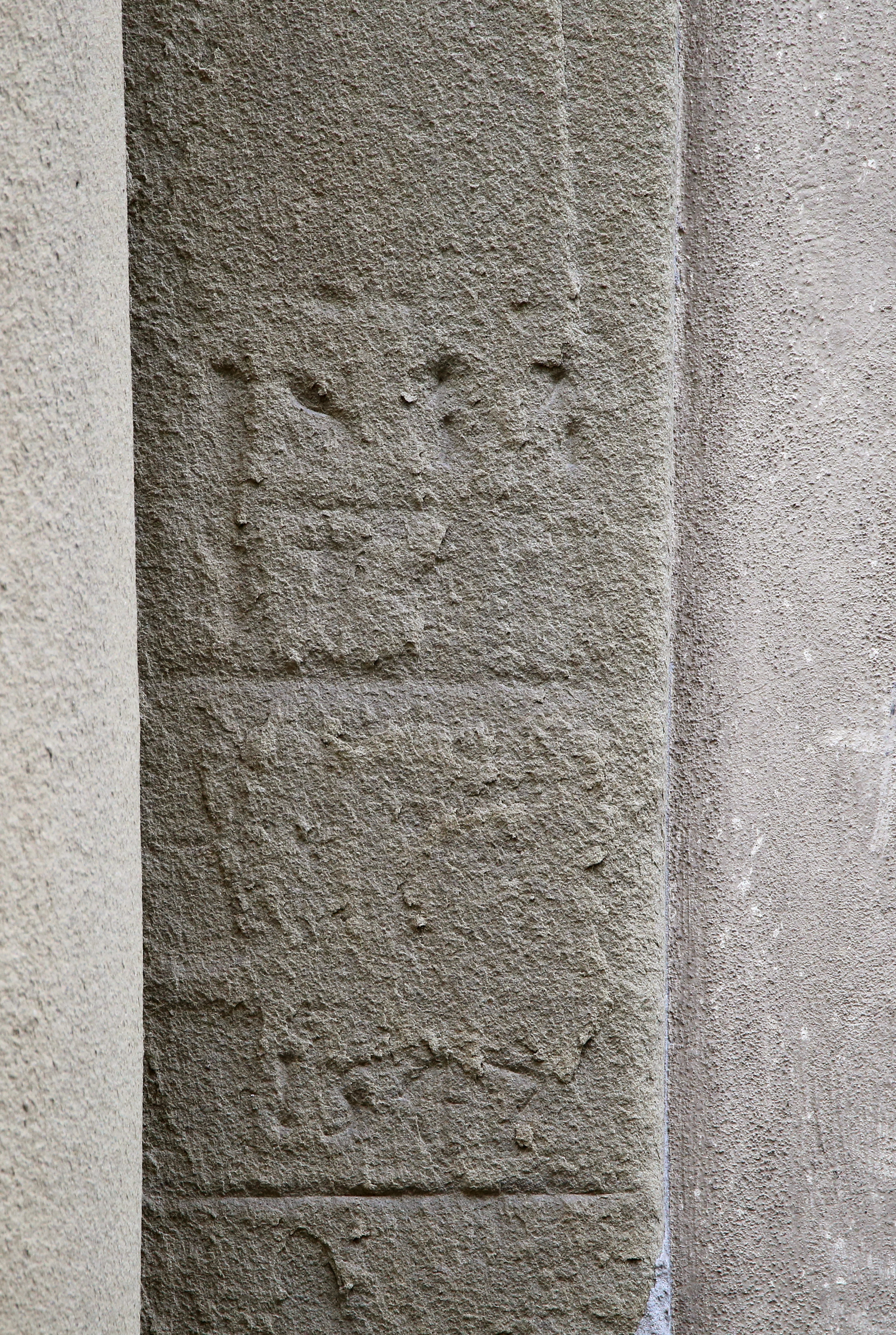
Livello di alcune alluvioni nel portale della chiesa dei Santi Jacopo e Lorenzo in via Ghibellina

### Alluvione del 1º dicembre 1758
Il Natoni e il Ciullini ricordano questa alluvione come straordinaria, con un'altezza delle acque raggiunta superiore a quella del 1740. Il ricordo vivo della precedente alluvione tuttavia fece sì che molte merci vennero messe in salvo per tempo, portandole ai piani superiori degli edifici, e quindi limitando i danni materiali. Come già accaduto, i quartieri più martoriati furono quelli di Santa Croce, Santa Maria Novella, Ognissanti, San Niccolò e San Frediano, a coprire quasi metà della città murata.

### Alluvione del 3 novembre 1844
L'alluvione del 1844 fu l'ultima grande inondazione dell'Arno che colpì il capoluogo toscano ed i suoi dintorni prima della più celebre del 1966. Testimoni oculari degli eventi che scrissero dettagliate ricostruzioni furono Giuseppe Aiazzi e Filippo de' Boni.
L'alluvione fiorentina si manifestò il 3 novembre 1844 ed ancora una volta la calamità non coinvolse solo il capoluogo ma anche diverse zone del contado.
Le acque invasero il centro cittadino dalle zone delle porte di Santa Croce e San Niccolò e la fortuna volle che l'allagamento avvenisse di domenica e nelle ore in cui la gente si stava recando a messa, per cui fu possibile sia dare l'allarme che tentare di salvare il salvabile portando le masserizie ai piani superiori delle case.

### Alluvione del 4 novembre 1966
L'alluvione del 1966, avvenuta nelle prime ore del 4 novembre, in seguito di un'eccezionale ondata di maltempo, fu uno dei più gravi eventi alluvionali accaduti in Italia, e causò forti danni non solo a Firenze ma in gran parte della Toscana ed ebbe un'eco mediatica internazionale.
Diversamente dall'immagine che in generale si ha dell'evento, l'alluvione non colpì solo il centro storico di Firenze ma l'intero bacino dell'Arno, sia a monte sia a valle della città. Sommersi dalle acque furono anche diversi quartieri periferici della città, mentre le campagne circostanti rimasero allagate per giorni, con molti comuni minori isolati e danneggiati gravemente.
Il livello delle acque raggiunto superò in tutta la città quanto marcato per qualsiasi alluvione anteriore, facendone sicuramente l'alluvione più forte e disastrosa mai registrata in città, sebbene grazie a una serie di fortunate circostanze il numero di vittime si fermò a 35, di cui solo 17 in città.

## Alluvioni di Pisa
Pisa è l'ultima grande città che il fiume attraversa prima di giungere al mare. Una volta la foce era collocata nelle vicinanze di Pisa e sfruttata come porto dall'allora potente Repubblica Marinara. Il progressivo depositarsi di materiale trasportato dalle acque ha allontanato la foce dalla città, contribuendo in maniera determinante alla scomparsa della sua importanza portuale. Il problema delle continue alluvioni del fiume ha indotto le varie amministrazioni che si sono succedute al controllo del Valdarno inferiore attraverso un'opera di modifica continua del tracciato fluviale, con la creazione di nuove anse a monte della città pisana e la rettificazione del corso a valle della stessa, nonché con la costruzione di un elaborato sistema di fossi e infine dello scolmatore dell'Arno.
Le misurazioni venivano anticamente prese nei pressi del mulino delle Piagge, all'ingresso del fiume nella città. L'altezza era calcolata 60 cm sotto il "pelo" delle acque "magre": quando superava i 7,27 metri le acque straripavano e invadevano le strade cittadine. Nel 1828 e nel 1870 vennero piazzati nuovi idrometri per facilitare la lettura.

### Alluvioni dell'autunno 1167
Tra il mese di settembre a quello di novembre del 1167 l'Arno uscì dagli argini in ben nove occasioni, distruggendo ogni volta numerosi edifici. A questo eccezionale autunno di piogge seguì un inverno rigidissimo, con la superficie del fiume che arrivò a congelarsi per svariati giorni. Tali intemperie furono attribuite, per tradizione, all'esilio forzato dell'amato arcivescovo Villano oppostosi all'antipapa Pasquale III.

### Alluvione del maggio 1680

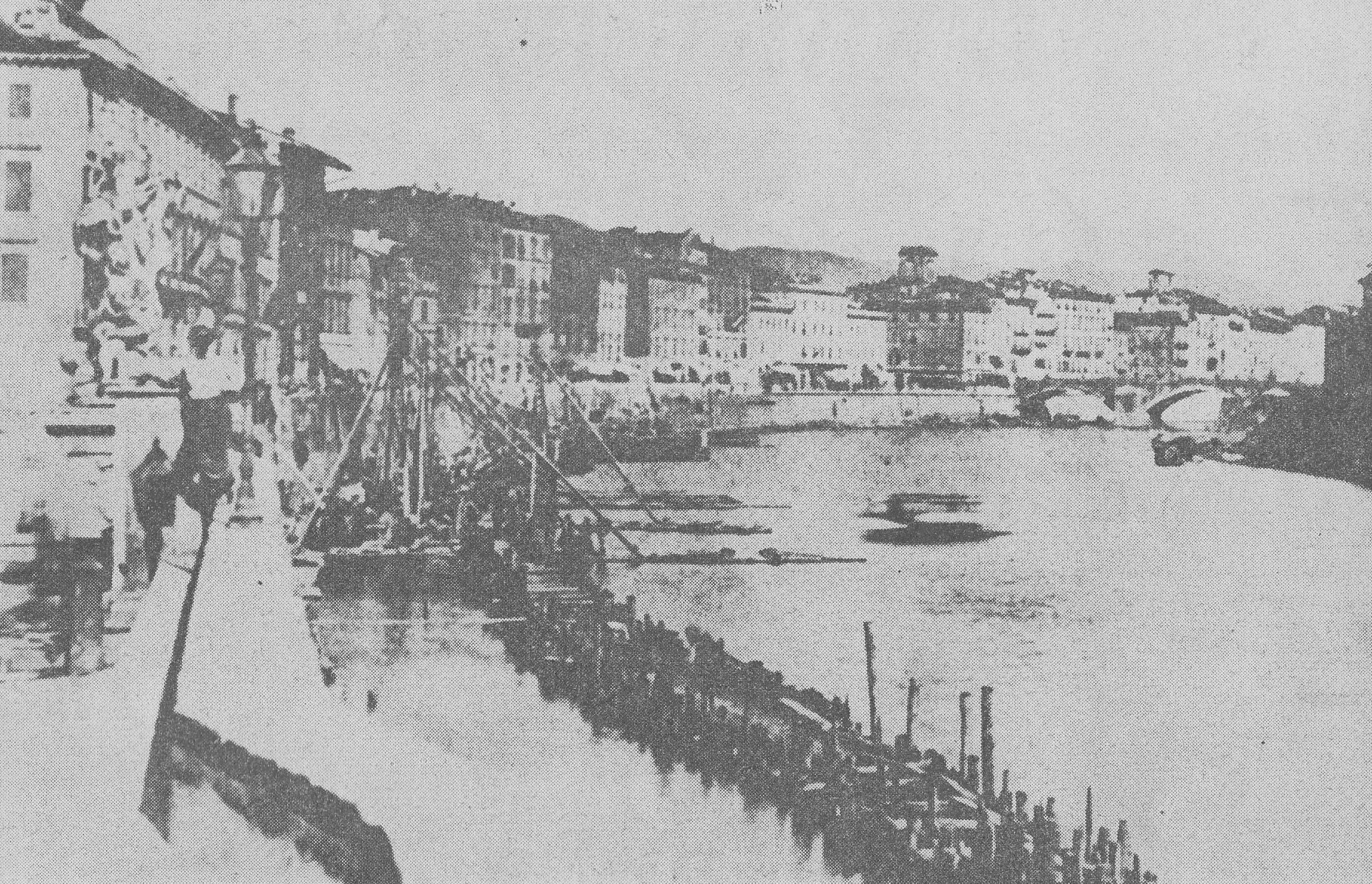
Lavori di ripristino dei lungarni dopo l'alluvione del 1869

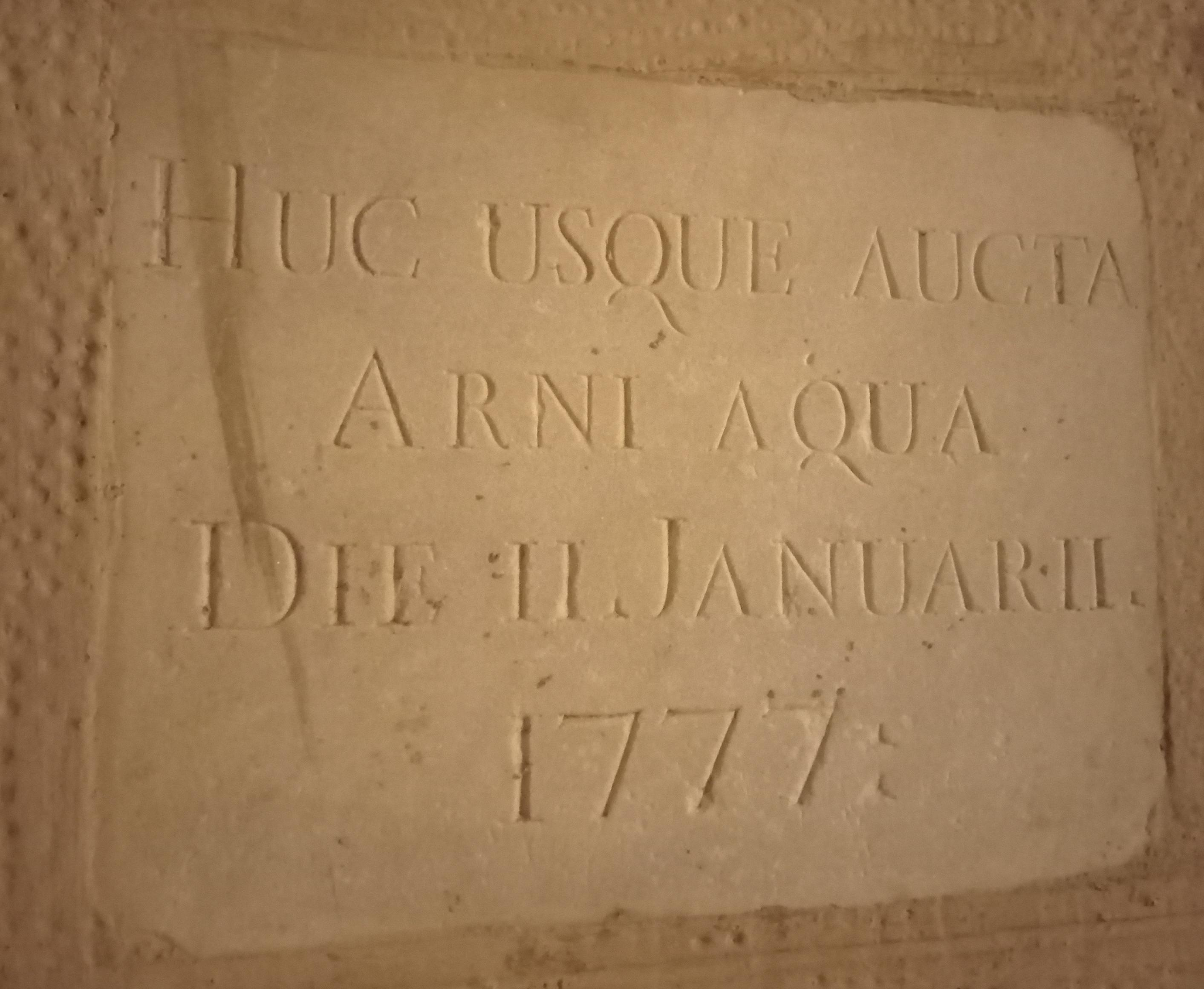
Livello dell'acqua della piena dell'Arno del 1777 in via San Francesco

Il 19 maggio 1680 le acque del fiume superarono di 30 cm gli argini, alti a quel tempo 4,60 metri. Le parti più basse della città vennero invase dalle acque delle fogne incapaci di scolare in Arno.

### Alluvione del 1777
Il rovinoso straripamento del 1777 convinse le autorità cittadine a costruire muri di contenimento più alti e resistenti. Questi parapetti in laterizio, evidentemente considerati eccessivi, vennero ridotti nel 1836 di quasi un metro, ma si dimostrarono deboli nel contrastare le piene più violente dell'Arno, come nel 1863-64 o nel 1869.

### Alluvione del dicembre 1869

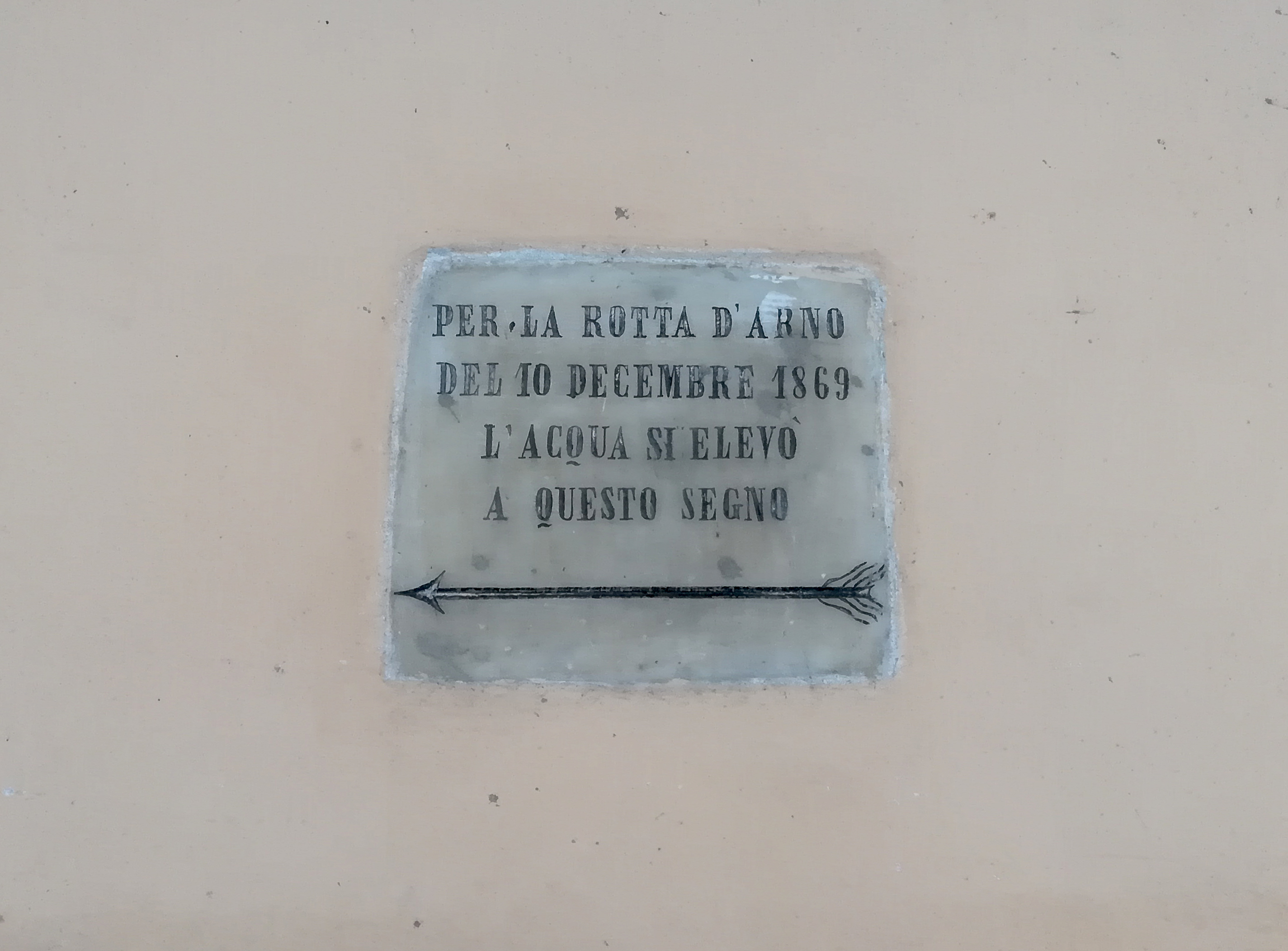
Livello dell'acqua nella corte di palazzo Simoneschi

Il 10 dicembre 1869 una violenta piena del fiume provocò alcune morti e immani danni alle strutture cittadine. Crollò un lungo tratto dei parapetti sulla sponda sinistra, tra il ponte di Mezzo e quello della Fortezza. Quest'ultimo venne gravemente danneggiato, mentre il ponte del Brunelleschi (detto della Degazia) fu completamente distrutto.

### Alluvione del gennaio 1913

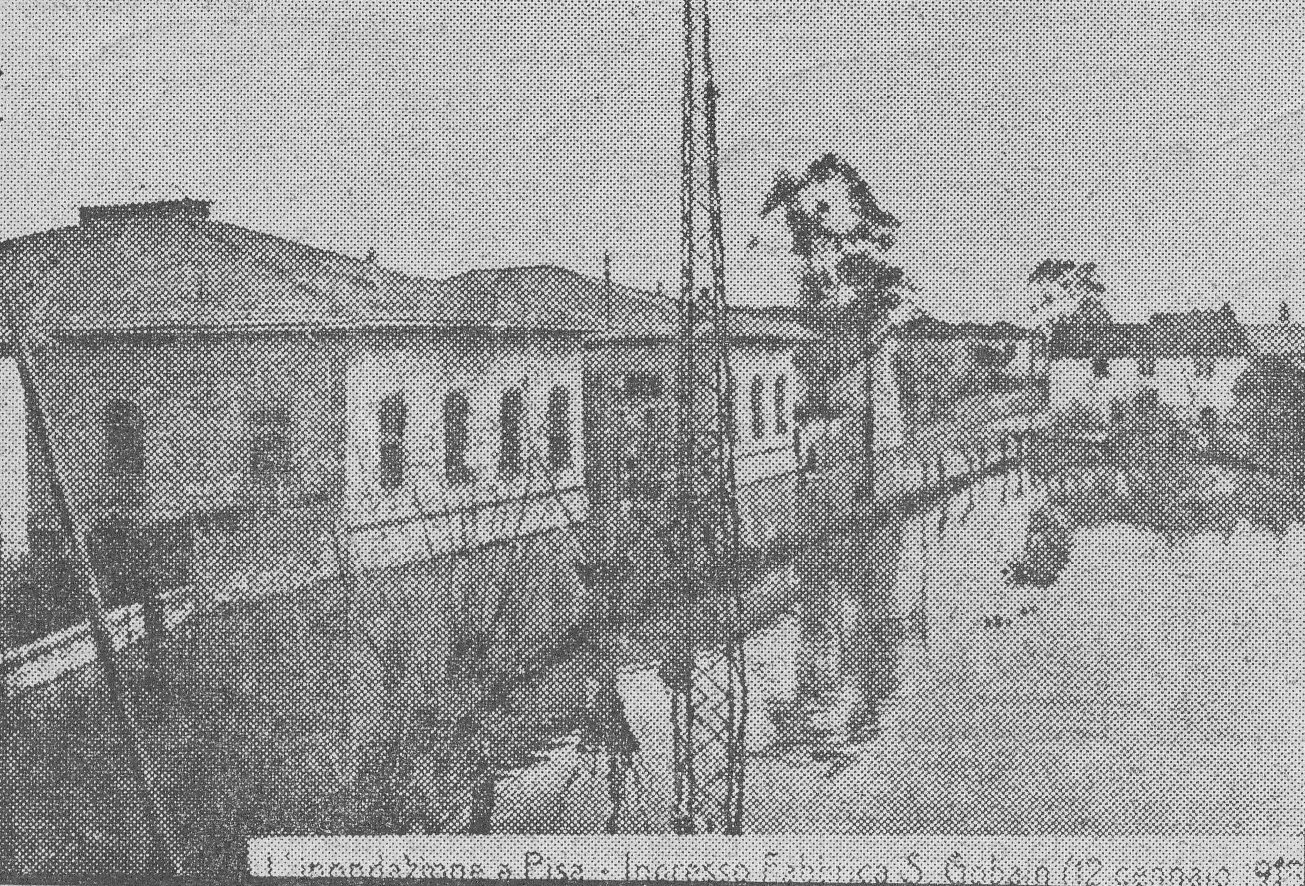
Gli stabilimenti Saint-Gobain sommersi nel 1913

Il 12 gennaio 1913 l'Arno provocò un'inondazione che mise sott'acqua la zona di Porta a Mare, con le fabbriche della Saint-Gobain, come immortalato da alcune cartoline dell'epoca.

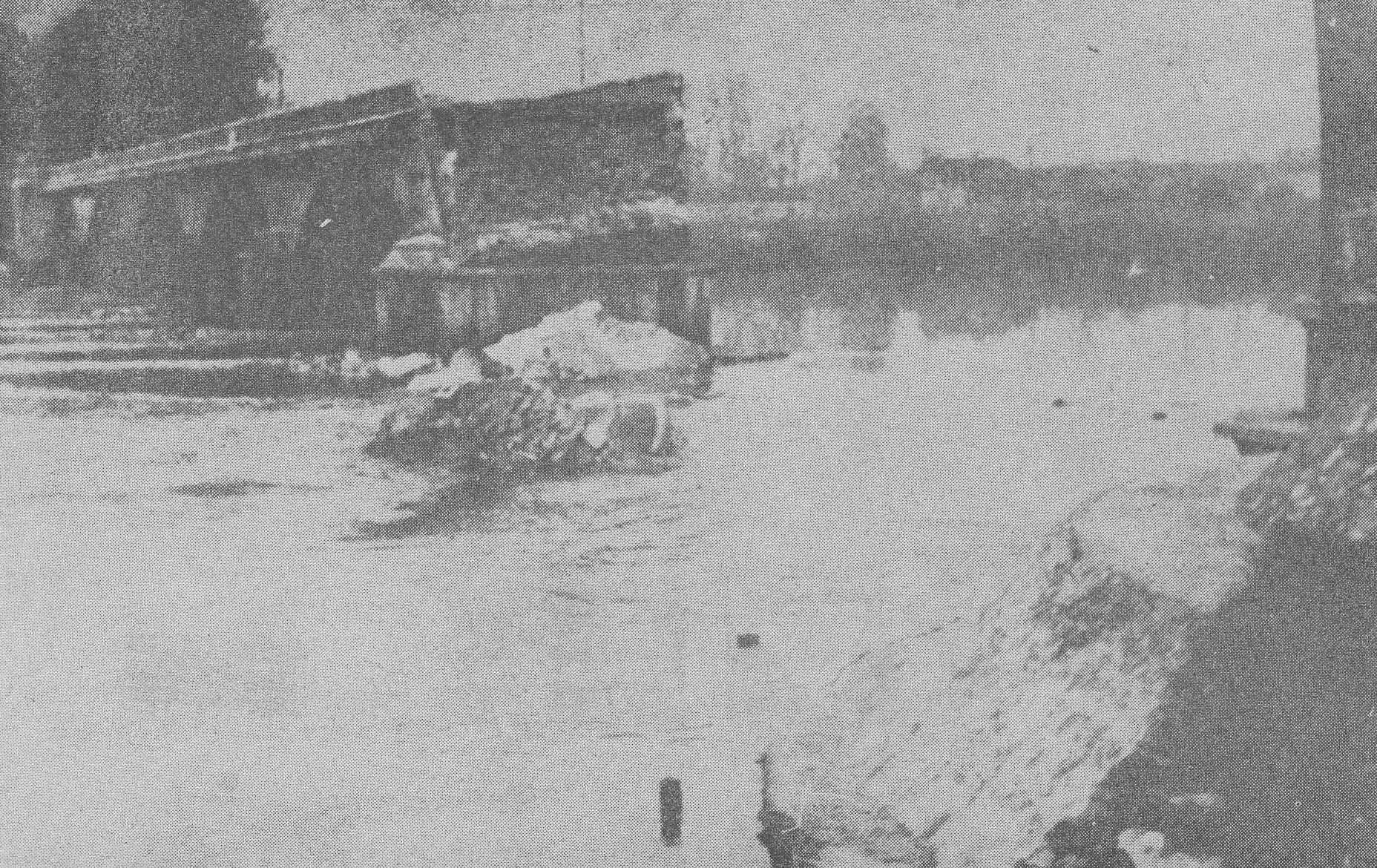
Il ponte Vittorio Emanuele distrutto dalla piena del 1920

### Alluvione del gennaio 1920
Durante l'Epifania del 1920 la violenza delle acque distrusse parzialmente il ponte Vittorio Emanuele a San Rossore.

### Alluvione del dicembre 1937

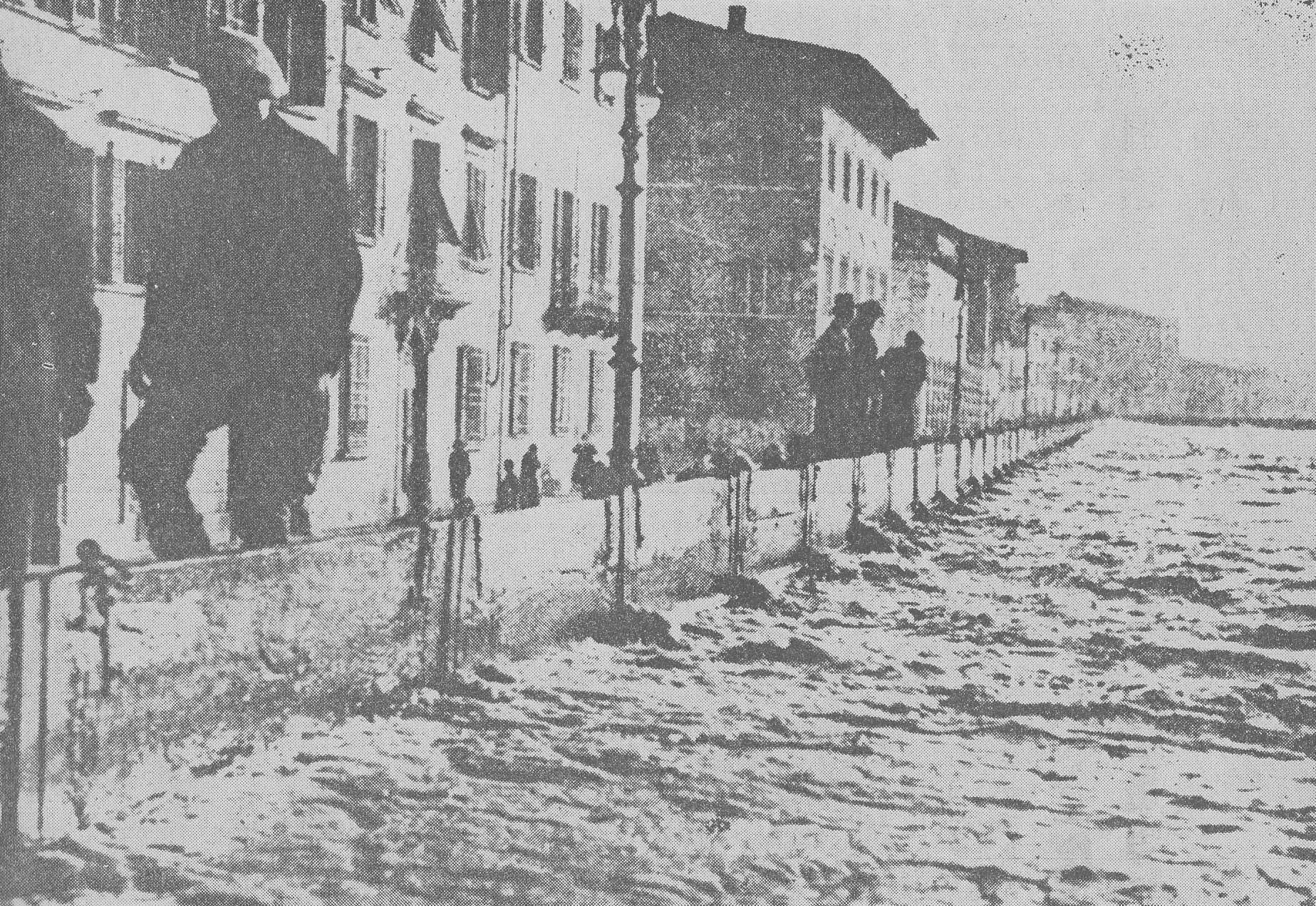
Paratie lungo il Lungarno Mediceo nel 1937

Nel mese di dicembre del 1937 le piogge abbondanti fecero giungere il fiume fino a un livello di 5,75 metri, costringendo il Comune a installare delle cateratte protettive in legno sopra tutti i muri d'argine cittadini. Per fortuna i danni furono limitati e interessarono prevalentemente le campagne circostanti.
In questa data avvenne l'ultima ristrutturazione di Ponte Vecchio.

### Alluvione del novembre 1944

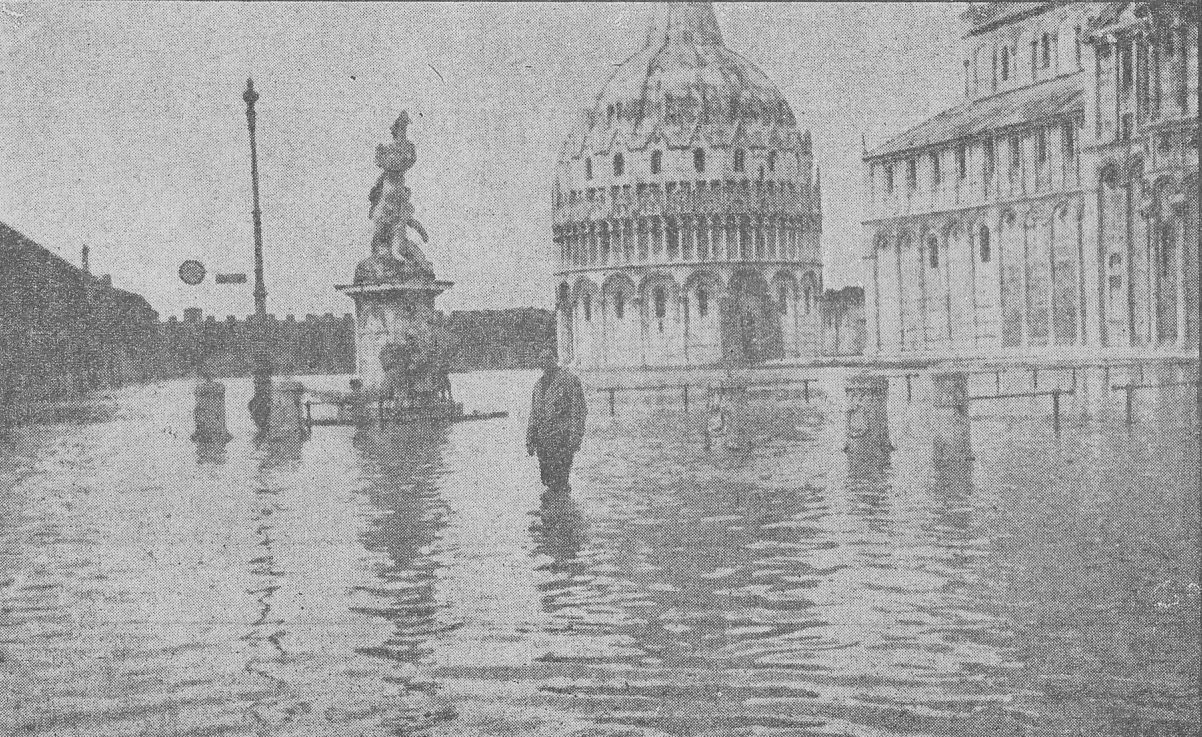
Piazza dei Miracoli sott'acqua nel 1944

Il 2 novembre 1944 le acque del fiume, sebbene non eccessivamente alte, invasero facilmente le strade cittadine a causa degli ingenti danni agli argini provocati dall'assedio dei mesi precedenti, conclusosi con la conquista di Pisa da parte degli Alleati il 2 settembre.

### Alluvione del 27 novembre 1949
Questa volta l'Arno ruppe l'argine maestro nei pressi della chiesa di San Michele degli Scalzi, provocando ingenti danni alla chiesa, tanto che se ne dovette ricostruire la copertura e il lato destro, e ai numerosi opifici attivi all'epoca nel quartiere: l'Aquila Italiana (1916-1951), la Corradini (1937-1969) e la Richard-Ginori (1888-1975). Quest'ultima era la più grande fabbrica pisana di ceramica seguita dalla Ceramica Pera (1859-1954). Fu allagato tutto il quartiere di San Michele e delle Piagge danneggiando molte abitazioni private e anche la Farmaceutica Baldacci e l'Istituto Lanteri dei Padri Oblati.

### Alluvione del novembre 1966
L'ultima grave alluvione, avvenuta nella notte del 4 novembre, provocò ingenti danni alla città pisana, soprattutto con il crollo dello storico ponte Solferino, ricostruito solo alcuni anni dopo, e del lungarno Pacinotti. Pisa si poté comunque considerare "miracolata" in confronto alla distruzione che il fiume portò in tutta la Toscana, in primis a Firenze.

## Alluvioni di Pontedera
Pontedera ha subito molte alluvioni in passato, essendo posta in un punto critico del corso dell'Arno, ovvero all'affluenza del fiume Era.

### Alluvione del 4 novembre 1966
Il 4 novembre 1966 Pontedera, come molte altre città della Toscana tra cui notoriamente Firenze, fu colpita da una tragica alluvione, l'ultima di una lunga serie di inondazioni che hanno funestato la città nel corso dei secoli. Proprio per evitare il rinnovarsi di simili episodi in quello stesso periodo si stava costruendo il canale Scolmatore dell'Arno.
Contrariamente alle aspettative la temuta rottura degli argini dell'Arno non avvenne; a travolgere la città fu invece l'Era: in breve tempo la maggior parte della città venne sommersa dalle acque limacciose dell'affluente e verso le 18 venne registrato il livello massimo di 13 metri sul livello stradale. La città rimase per l'intera giornata e per tutta la notte successiva completamente isolata e senza corrente elettrica. Solo nella tarda serata del 5 novembre le acque iniziano a defluire, permettendo alla popolazione di uscire in strada.